# ザンファイン
ザンファイン（SANVEIN）とは、株式会社サクセスが開発・販売した、PlayStation用シューティングゲームである。キャッチコピーは「10-2sec決戦」。速攻をテーマとしたゲーム展開が特徴である。なお、ゲーム画面はポリゴンやワイヤーフレームを使用した3Dで表現されているが、システム的には完全に2Dのものである。2007年6月28日よりゲームアーカイブスで配信されている。

## 概要
六角形のフロアで構成された全5ステージにおいて、それぞれのフロアに存在する敵を、自機「ザンファイン」を駆り殲滅するのが目的である。ゲーム中で時間が経過することや敵弾に被弾することで残タイムが減少していき、残タイムが0となるとゲームオーバーとなる。自機は3×3種類の、攻撃方法・移動性能の違う組み合わせから選択できる。
シューティングゲームとしては全方向移動射撃型のアリーナシューティングであるが、制限時間や後述のフロアがあるため、戦略型アクションゲームの顔も併せ持つ。

## ストーリー
自然回帰主義団体により建造された、生態系・循環系を完備した閉鎖系スペースコロニー「理想郷」。そこは完全自立型の推論型AIを搭載した防壁「ザンクト・シュッツ-St. Schutz-」により、外部からの独立性が維持されていた。スペースコロニー内では農耕・狩猟のみ肯定されていたが、長い時を経てこの「理想郷」から逃れようとする者たちが現れた。彼らは複座式格闘機「双精機-SANVEIN-」と、4タイプの制御ユニット──特殊強化人間「精-Gauage-」──を創造し、ザンクト・シュッツに挑み続けた。ザンクト・シュッツから、そして、自分達の理想郷から逃れるために。

## ゲームシステム

### 残タイム
プレイヤーにはゲーム開始時に一定の残タイムが与えられ(画面右下のREMAIN OF TIMEに表示)、これが無くならないうちはいくらミスをしてもプレイを継続できる。残タイムが0になった時点でゲームオーバーである。
残タイムは主にプレイ時間が経過することで減少するが(デモ中は例外)、その他には自機が敵弾に被弾することで大きく減少する。
残タイムが増加するのはボスフロア(後述)のクリア時とステージクリア時のみである。ゲーム中のボスフロアの数は限られているため、残タイムは有限である。そのため「いかに素早く、かつ被弾することなくフロアを攻略していくか」を追求していく必要があり、これにより上達すればするほどプレイ時間が短くなっていくことになる。後述の隣接した制圧済みのフロア数による難易度の調整も含め、どのタイミングでボスフロアを攻略するという醍醐味もある。
残タイムはゲームスタート時の三倍でカウンターストップする。デフォルトの設定（600秒）では1800秒でカウンターストップとなり、例えばコンフィグでスタート時のタイムを300秒にしたときはカウンターストップは900秒となる。

### ステージ・フロア

#### ステージ概略
Inner Ward・Stratum・Outer Ward・Mine・The Coreの全5ステージ(Stage)からなり、全てのステージをクリアすればゲームクリアである(ステージ名はゲーム内で表記に揺れがあるが、当記事では前述のものに統一した)。最初のステージはInner Ward・Stratum・Outer Wardから選択できるが、MineとThe Coreの順番は固定(それぞれ4・5ステージ目)である。

#### ステージ説明
以下は、Inner Wardを最初のステージに選択した場合についての記述である。
Inner Ward
フロアボス:第08種奉撃機(Ritter No.08)
ステージボス:重力空機=天空軍神機(HimmelBefehlshaber)
最初のフロア。敵の攻撃も激しくはない。
Stratum
フロアボス:第10種奉撃機(Ritter No.10)
ステージボス:多身層機=層軍神機(SchichtBefehlshaber)
中央のボスフロア(最大でも自機攻撃力3)を素早く攻略することがタイム短縮の鍵である。ステージボスは最大3体まで分裂するため、要領よく一度に倒さなければならない。
Outer Ward
フロアボス:第18種奉撃機(Ritter No.18)
ステージボス:地天腕機=巨腕軍神機(ArmBefehlshaber)
Inner WardやStratumよりもフロア数は少なく、うまくいけば残タイムを稼げるステージ。フロアボスはそれなりに強敵なので注意。
Mine
フロアボス:第08種奉撃機(Ritter No.08)、第10種奉撃機(Ritter No.10)、第18種奉撃機(Ritter No.18)
ステージボス:弾岩機=球牙軍神機(KugelfangBefehlshaber)
最もフロア数の多いステージ。通常フロア数が多いので、雑魚にてこずるとタイムアップとなる危険が大きい。ステージボスは強敵である。
The Core
フロアボス:前ステージまでに出現したフロアボス・ステージボス全て
ステージボス:核(Zentrum)
最もフロア数の少ないステージ。全部で7フロアしかなく、また全てがボスフロアである。今までのステージで出現したフロアボス・ステージボスが全て登場するが、軒並み耐久力が低下しているため、自機攻撃力が低い場合でも撃破は容易である。ステージボスはこちらから攻撃しない限りは攻撃してこない。

#### フロア
各ステージは全てフロア(Floor)と呼ばれる六角形の枡(ヘックス)の集合で構成されており、また敵との戦闘を行う所もそれに準じた六角形のフィールド内である。
プレイヤーは攻略するフロアを選んだ後、その中に存在する敵を全滅させればフロアクリアとなる。フロアには通常のフロアとボスフロアの二種類があり、ステージ中の全てのボスフロアをクリアし、その後出現するステージボスを倒せばステージクリアとなる。ステージクリアのためには、通常のフロアを全てクリアする必要は無く、ボスフロアのみのクリアでよい。
攻略できるフロアは、既に攻略したフロアに隣接しているもののみであり、そのためステージ攻略にはフロア攻略の順番が重要となってくる。なお、マップでのフロア選択中も(選択猶予時間の3秒経過後は)残タイムが減るため、素早い意思決定が必要である。
通常のフロアにはi・ii・iii…のようにローマ数字で番号が振られており、同ステージで同番号なら、必ず同種類・同数の敵が配置されている。ただし、同じ番号を持つフロアであっても、フロア内の初期敵配置が異なることはある。
ボスフロアには、必ず1体の大型の敵(フロアボス)が配置されている。ステージボスとの対戦時の自機攻撃力は、最後のフロアボスとの対戦時のものが引き継がれる。

### 自機周り

#### ボディとパーツ
自機は、3種類のボディ(Body)と3種類のパーツ(Parts)を組み合わせた、全9パターン中から選択できる。ボディで自機のショットタイプと機動性能を、パーツにより特殊ショット(Special Weapon)を決定する。ショットおよび特殊ショットは無制限に使用できるが、特殊ショットを使用する際には時間経過による「タメ」が必要である(自機の脇にあるゲージが100%になり、OKと表示されれば使用できる。自機の移動中、ショット発射中もタメ可能)。

#### 自機攻撃力
フロアに隣接するクリア済みフロアの数により、自機のショットおよび特殊ショットの威力が決定され、これを当ゲームでは自機攻撃力(Attack Power)と呼ぶ。なお、通常のシューティングゲームのようなパワーアップアイテムなどは存在しない。
自機攻撃力には最小の0から最大の6まであり、画面の左下に現在の値が表示される。自機攻撃力が最大の場合は、フロアボスすら秒殺できるほどの威力となる。
自機攻撃力はフロアのクリア時間に直結するため、残タイム制である当ゲームにとっては非常に重要な要素であり、それゆえフロアの攻略順序が問われることになる。

#### その他
自機は、ショットを撃っていないほうが移動速度・旋回速度ともに速い。
自機はショットと一部の特殊ショットを撃つと反動により後退する。混戦状態だとこれが原因で敵に衝突したり敵弾に被弾することもあるので注意が必要。
敵に接触しても残タイムは減らないが、その際は敵にはじき飛ばされた状態となり、少しの間操作が難しい状態となる。そのため、予期しない被弾のきっかけとなってしまうことがあるので、注意が必要である。
敵弾の被弾時は、残タイム減少とともに一定時間無敵となる。しかし、同時に特殊ショットのタメ時間が0になってしまうのと、機体が上述のはじき飛ばし状態となるため、大きなペナルティを得ることになってしまう。被弾するくらいなら、敵を倒すのに時間をかけたほうが良い。

#### ボディの一覧
グルーオン(Gluon)ボディ
ショット:拡散型
移動速度:低
旋回速度:高
敵へ正確に狙いをつけなくても良い拡散型ショットと高い旋回能力により、扱いやすい性能を持ったボディ。初心者向けとされる。拡散型ショットであるため一発毎の威力は低いが、敵に接近してショットを集中させれば威力も十分である。ただし、他のボディに比べると瞬間的な攻撃力と移動力が低いせいで決定力に欠けるきらいがあり、思わぬ長期戦を強いられることもある。
フォトン(Photon)ボディ
ショット:集中型
移動速度:高
旋回速度:低
グラビトンボディには劣るものの、攻撃力に優れたショットと高い移動速度により、速攻が可能なボディ。中級者向けとされる。ただし、旋回速度が他のボディに劣るため、高機動な敵には機体の向き(=ショットの方向)を合わせ辛く、またショットの幅が狭いこともあわせて、攻略パターンが崩れると思わぬ苦戦を強いられることもある。
グラビトン(Graviton)ボディ
ショット:単発高威力型
移動速度:高
旋回速度:高
最高の攻撃力と機動性能を誇るボディ。上級者向けとされる。自機攻撃力にもよるが、雑魚およびフロアボスをたった数発のショットで倒せる。なお、ショットの爆炎にも攻撃力はあるが、威力は小さいため過信は禁物である。旋回能力が高いため機首が容易に他を向いてしまうこととショットが単発であることから、小型・高機動の敵にショットを当て辛い。よって、各フロアのパターンを完璧に構築して実行でき、またパターンが崩れた場合のフォローにも自信のあるプレイヤー向けのボディといえる。

#### パーツの一覧
グルーオンパーツ
特殊ショット:誘導ミサイル
唯一遠距離に攻撃できるパーツ。どのボディに組み合わせても使いやすい。使用すると自機後方に4発のミサイルが出現し、自機前方の敵に向けて追尾する。他のパーツに比べると威力は小さいが、雑魚が相手なら十分な威力を持つ。発射時の向きと敵の距離(あまり接近しすぎていると当たらない)に気をつければ良好な誘導性能を持つので、ショットで倒し損ねた敵へのフォローや、接近すると危険な敵に使用すると良い。
フォトンパーツ
特殊ショット:回転型光剣
接近戦に特化したパーツ。自機の機首方向へ進行軸に沿って回転する光る棒状のものが出現し、それを敵に触れさせることでダメージを与える。また、光剣部位は敵弾を打ち消す事ができる。機首を振ることで一度に広範囲に攻撃でき、また敵を壁に押し付けることで連続してダメージを与えられるので、ボス戦時の速攻用武器としても重宝する。しかし、自機攻撃力が小さい場合は自機の大きさほどの長さしかないため、使用時は自ら敵に特攻をかける形にならざるを得ず、機動力の低いボディでは扱いづらい。
グラビトンパーツ
特殊ショット:爆轟機雷
グラビトンボディと同様に、最高の威力を持つ特殊ショット。使用すると自機の機首方向に小型の機雷を放出し(僅かな距離だが前進する)、少し時間が経つと爆裂してある程度の範囲内に大ダメージを与え、爆風は敵弾を打ち消す事ができる。なお、敵に直接当てれば即座に爆裂し、ボタンを押したままなら爆裂しない。その威力は凄まじく、ボスに対しても大ダメージを与えられる。高機動型のボディであれば、敵群に突撃して「置いておく」ことで、敵を一度に殲滅することもできる。ただし、自機攻撃力が低い場合は爆裂する範囲が小さく、敵に大変接近して機雷を設置しなければならないのが難点である。

### スコアシステム
当ゲームでは、スコアが得られるのはボスフロアのクリアおよびステージボスを撃破した時のみである(ただし、コンティニューした後はスコアを得られない)。
スコアは残タイムと、クリアしたボスフロア周囲の攻略済みフロア数に比例するため、高スコアを得るには各フロアの素早いクリアとミス(特に残タイムの減少に直結する被弾)をしないプレイが要求される。また、同時にそれはゲームクリアに近づくための方法でもある。
なお、プレイ中にはスコアによる特典は無く、純粋にプレイ結果を評価する指標として用いられるだけである。ただし、一定のスコアによりオプションで制限が解除される項目もあるため、スコアを稼ぐことに意味が無いわけではない。

## 基本戦略
パターン性の高いゲームであるので、まずは各ステージのフロア・ボスフロアの配置と、フロア内の敵配置を覚えることが重要である。また、ボスフロアの早期攻略は残タイムとスコアの増加に直結するため、ボスフロアを攻略する際にはなるべく周辺の攻略済みフロアが多い形になるよう、フロア攻略順序を決定する必要がある。
フロア内の攻略も、事前にパターンを構築しておくのが好ましい。敵の動くパターンにはいくつかあり、戦闘が開始された後に今はどのパターンかを瞬時に判断し、それに対応できる必要がある。また、全てパターンどおりにいくことも無いので、ある程度のアドリブも必要である。

## ゲーム中のバグ

### オプション設定保存
オプションでの設定値が、ゲームプレイに反映されない事がある模様である。
オートセーブを使用している時にコンフィグで難易度を変えると、難易度を戻しても（表示上では戻っていても）戻っていない事がある。
フロアセレクト時にゲームオーバーになり、コンティニューすると従来のフロアセレクト時のカウントダウンは行われずにいきなり持ち時間が減り始める。また、この状態でフロアを選択するとフリーズする場合がある。

### The Coreの多身層機=層軍神機
The Coreに再登場するステージボス「多身層機=層軍神機」は、最初に出現しているものは他のボスと同様に耐久力が弱体化しているが、分身して出現した敵はStratumで出現したのと同じ耐久値を持ってしまっている。The Coreではフロアの配置上自機攻撃力が低い状態で戦わざるを得ず、そのため一旦分裂させてしまうと倒すのが多少難しくなる。

## その他

### サイヴァリアとの関係
当ゲームはサイヴァリアとロケテストの時期が重なっていたために競作されたという誤解を多く見かけるが、プログラマーのタカキエイジの言によると『各々の基板メーカー（サイヴァリアはタイトー、ザンファインはコナミ）が別々に同時期にロケテをやっていた』ということらしい（※要旨）。
サイヴァリアは低予算・少人数で開発されたことと、それに関わらずヒットしたことで有名であるが、当ゲームも同様の環境で作成されたという。結局、アーケード市場にはサイヴァリアが投入された。

### Tips
起動時に表示される画面(PlayStationロゴの後)で機体やパイロットやロゴ等のグラフィックが計30種からランダムで1
つ表示されるが、その中でもウィークボゾンゲージのグラフィック(ちなみに、青い髪の女の子である)は表示された場合は、(半ば冗談ではあるが)当ゲームのプレイヤー間ではそれが表示できただけでその日の運を使い果たしたとされる。
オプション設定も細かいところまで可能である。10段階ほどの難易度調整に始まり、残タイム・増加タイムの設定、サウンドの音量バランス、効果音や音楽のテスト、リバーブのかけ方なども調整できる(一部獲得スコアによるガードあり)。
ポーズ中には、方向キーとボタンで視点を変更できる。